# Alain Abelhauser
 (juillet 2023).
Alain Abelhauser, né le 9 octobre 1954 à Mulhouse, est un psychanalyste français, professeur des universités en psychopathologie clinique, auteur et essayiste.

## Biographie
Après des études de psychologie, de neurophysiologie et de psychanalyse, ainsi qu’un passage par la Marine nationale, Alain Abelhauser soutient une thèse de psychopathologie à l’université Louis Pasteur–Strasbourg I en 1980.
Il enseigne ensuite pendant douze ans au département de psychanalyse de Paris VIII, ainsi qu’à la faculté de médecine de Paris 11 et à l’Institut Supérieur de Gestion de Paris, avant d’être nommé en 1992 maître de conférences en psychopathologie clinique à l’université Rennes 2.
Il y soutient une Habilitation à Diriger des Recherches sur le thème Le corps, les mots, la mort en 1997, y est nommé professeur des universités en 1999 et y mène le reste de sa carrière universitaire jusqu’au dernier échelon de la classe exceptionnelle (auquel il accède en 2014).
Outre ses activités d’enseignement et de recherche, il occupe successivement à Rennes 2 les fonctions de directeur du département de psychologie, de directeur du laboratoire de psychopathologie et clinique psychanalytique, de deuxième vice-président de l’université, responsable du CEVU et des formations, et de chargé de mission " Projet d’établissement ". Il a dirigé 20 thèses soutenues, 5 HDR, et en dirige encore 7. Il siège en outre au Conseil National des Universités de 2011 à 2015 et de 2018 à 2019.
Parallèlement, il poursuit pendant 21 ans une activité clinique et de recherche au sein des services de médecine interne et d’hématologie des CHU Antoine Béclère et Bicêtre de l’Assistance Publique-Hôpitaux de Paris, dirigés par les professeurs Jean Dormont, Gil Tchernia et Jean-François Delfraissy.

## Travaux cliniques
Pour Alain Abelhauser, le premier enjeu de la clinique est de mettre à l’épreuve la théorie qui en rend compte. Par ailleurs, il considère que la notion de clinique n’est pas à réserver à la seule parole des patients : elle s’étend aussi à la littérature, à l’art, au cinéma, aussi bien qu’aux avancées scientifiques ou culturelles, aux événements politiques, à la vie quotidienne. Aussi est-ce tant sur cette diversité de la clinique que sur sa propre expérience hospitalière, liée aux maladies somatiques graves, à la détresse des corps et au voisinage de la mort, qu’il s’appuie pour développer ses travaux.
1. Il y montre que le corps est ce qui permet au sujet humain de se constituer comme "autre à lui-même". Ce qui conduit à remplacer la traditionnelle opposition psyché / soma par la dialectique corps / sujet. À saisir les affects d’"inquiétante étrangeté" comme les manifestations de cette dialectique. Et à renouveler d’autant la compréhension des incidences psychiques des maladies organiques.
2. Dans la ligne ouverte par Freud et son essai "Considérations actuelles sur la guerre et la mort", il organise sa réflexion sur la mort autour de deux axes : l’impossibilité qu’il y a à penser sa mort ; et la nécessité qu’il y a, néanmoins, à devoir la penser. Le nouage entre cet impossible et ce nécessaire rendant compte aussi bien de la clinique du deuil ou de celle de l’angoisse que de nombre de croyances sociales ou de phénomènes culturels.
3. Les cas de pathologies factices (entre autres de  "Lasthénie de Ferjol") qu’il rencontre à l’hôpital le conduisent à développer une réflexion autant sur la féminité que sur les bénéfices psychiques de l’atteinte du corps, sur le vampirisme et l’imposture. Et à théoriser à partir de là l’existence d’une modalité féminine de perversion, dont ces pathologies factices et certaines formes "pures" d’anorexie apportent le témoignage,.
4. La pandémie du SIDA apparue au début des années 1980 et ses conséquences sur l’évolution des pratiques médicales lui permettent non seulement d’explorer les dimensions psychiques de cette maladie, léthale lors de son apparition, mais aussi de théoriser la place et les fonctions de l’intervention psychologique en milieu médical, les limites de son éthique (en dialoguant entre autres avec le professeur Didier Sicard), et les rapports plus généraux de la psychanalyse et de la médecine.
5. Sur un autre plan, la clinique de l’obsession,,– en particulier ce qu’elle révèle quant au doute, quant à ce qu’a de menaçant le désir, de dangereuse la pensée et d’embarrassée la parole,– lui fournit des modèles permettant d’éclairer quelques impasses de la condition humaine ordinaire et de notre mode de lien social contemporain,.

## Engagements institutionnels et politiques
C’est d’abord en regard de la place et de la fonction de la psychanalyse à l’hôpital public qu’Alain Abelhauser choisit de s’engager. Puis en regard de la place et de l’enjeu de la psychanalyse à l’université, en s’associant (avec Jean-Claude Maleval, Jacques Aubert, François Ansermet et Marie-Jean Sauret) à la création de PERU (Psychanalyse Et Recherches Universitaires) en 1993, et du SIUEERPP (Séminaire Inter-Universitaire Européen d’Enseignement et de Recherche en Psychopathologie et Psychanalyse) en 2000, dont il est secrétaire général de 2005 à 2009 et, après Pierre Fédida et Roland Gori, le troisième président, de 2009 à 2020.
Plus largement, ces engagements le conduisent à participer à la réflexion sur les politiques de recherche et d’enseignement supérieur,, d’une part, sur les fonctions sociales de la psychanalyse, d’autre part, en s’impliquant par exemple dans les débats sur l’évaluation des psychothérapies, sur l’usage du titre de psychothérapeute, sur les intitulés des diplômes de psychologie, ou sur l’usage de la bibliométrie au Conseil National des Universités. Ce qui l’amène également à participer à la création du mouvement "Sauvons la clinique", puis à l’initiative de "L’appel des appels".
Il considère que l’évaluation, pourtant nécessaire à toute action et à tout contrat social, devient dans la société dite "moderne" ou "post-moderne" un instrument de pouvoir susceptible de justifier n’importe quelle décision prise préalablement, grâce aux critères d’évaluation retenus. Un instrument qui n’accompagne pas les actions étudiées mais qui finit par les déterminer. Et qui participe directement, de surcroît, aux phénomènes d’imposture de plus en plus souvent constatés dans de nombreux domaines, en particulier dans le champ scientifique.
Enfin, son engagement personnel dans la pratique analytique le conduit à s’engager également dans la défense de celle-ci sur la scène sociale, entre autres face aux attaques dont les psychanalystes sont de plus en plus souvent la cible, par exemple dans la pétition réclamant, en octobre 2019, leur " exclusion " de la cité.

### Ouvrages
- Un doute infini. L’obsessionnel en 40 leçons, Éditions du Paris, Seuil, 2022,  (ISBN 978-2021455977)
- Mal de femme. La perversion au féminin, Paris, Éditions du Seuil, 2013,  (ISBN 978-2021092967)
- La folie Évaluation. Les nouvelles fabriques de la servitude, Paris, Mille et une nuits, 2011 (avec Roland Gori et Marie-Jean Sauret),  (ISBN 978-2755506310)
- Le sexe et le signifiant. Suites cliniques, Paris, Éditions du Seuil, 2002,  (ISBN 978-2020540018)